# Andrej Saje

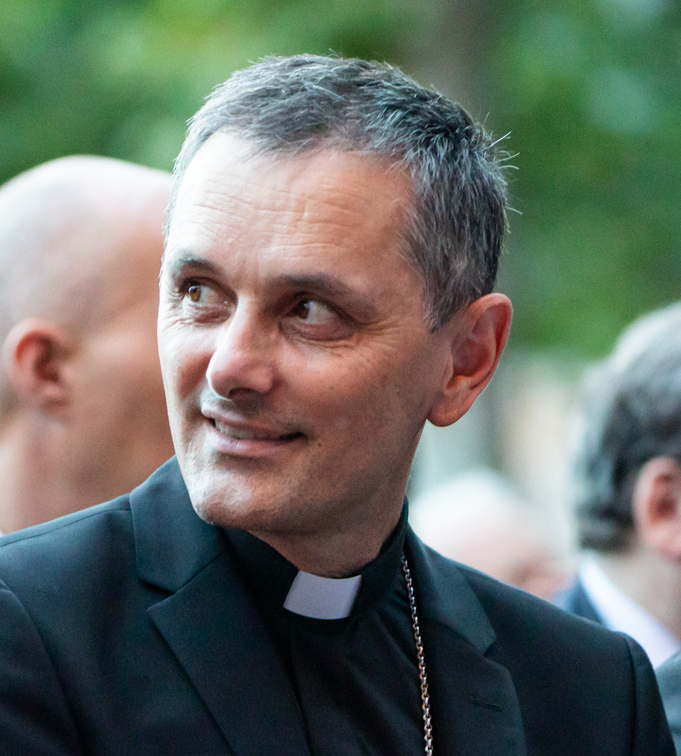
Andrej Saje

Bispo Andrej Saje (nascido em 22 de abril de 1966) é um prelado católico romano esloveno que atualmente serve como segundo bispo da Diocese de Novo Mesto desde 30 de junho de 2021 e presidente da Conferência Episcopal da Eslovênia desde 24 de março de 2022.

## Infância e educação
Andrej Saje nasceu em uma família católica romana de Drago e Frančiška (nascida Ulčar) Saje em Novo Mesto como seu primeiro filho, mas cresceu em Veliki Kal, na paróquia de Mirna Peč.
Depois de terminar a escola primária em Mirna Peč (1973-1981) e o ginásio de graduação em Novo Mesto em 1985, cumpriu um ano de serviço militar obrigatório no Exército Iugoslavo (1985-1986) e ingressou no Seminário Teológico Maior em Ljubljana e ao mesmo tempo ingressou na Faculdade de Teologia da Universidade de Liubliana, onde se formou em 1991 e foi ordenado sacerdote em 29 de junho de 1992, para a Arquidiocese Católica Romana de Liubliana, após completar seus estudos filosóficos e teológicos.

## Trabalho pastoral e educativo
Após sua ordenação, Pe. Saje esteve envolvido no trabalho pastoral e serviu como pároco em Grosuplje (1992-1994) e de 1994 a 1997 foi assistente pessoal do Arcebispo Metropolitano de Lubljana. No verão de 1997, ele continuou seus estudos no Collegium Germanicum et Hungaricum e completou seus estudos com o título de Doutor em Teologia em Direito Canônico na Pontifícia Universidade Gregoriana em 2003.
Depois de retornar à Eslovênia, foi secretário geral e porta-voz da Conferência Episcopal da Eslovênia por dez anos (2003–2013) e serviu como prefeito de Estudos no Seminário Teológico de Ljubljana (2003–2016). Foi nomeado juiz do Tribunal da Igreja Metropolitana em 2003, e em 2016 vigário judicial do mesmo tribunal e vigário judicial da Arquidiocese de Ljubljana. O P. Saje também foi professor assistente e depois professor do Departamento de Direito Canônico da Faculdade de Teologia da Universidade de Ljubljana.
Serviu como assistente espiritual na paróquia de Ljubljana- Ježica (2013–2015) e de 2014 até o verão de 2021, quando foi nomeado bispo, foi assistente espiritual nas paróquias eslovenas de Sele e Bajdiše em Klagenfurt-Land (distrito) da Diocese Católica Romana Austríaca de Gurk.

## Prelado
Em 30 de junho de 2021, foi nomeado pelo Papa Francisco como o segundo bispo da Diocese de Novo Mesto, em vez do bispo aposentado Andrej Glavan. Em 26 de setembro de 2021, foi consagrado bispo pelo Bispo Andrej Glavan e outros prelados da Igreja Católica Romana na Igreja de St. Kancijan em Mirna Peč e dois dias depois, em 28 de setembro de 2021, teve sua instalação.
A partir de 24 de março de 2022, Dom Saje é presidente da Conferência Episcopal da Eslovênia.